# Crkva Krista Kralja u Selcima
Crkva Krista Kralja je katolička crkva u Selcima na otoku Braču.

## Opis
Župna crkva Krista Kralja sagrađena je 1919. na mjesnom trgu prema projektu austrijskog inženjera Adolfa Schlaufa, a uz sudjelovanje lokalnih graditelja i klesara. Monumentalna trobrodna građevina sa zvonikom na pročelju građena je u oblicima neoromanike s kapitelima po uzoru na ranokršćanske. U crkvi je brončani kip Krista Kralja, rad Ivana Meštrovića iz 1956. god.

## Zaštita
Pod oznakom P-6445 zavedena je kao nepokretno kulturno dobro - pojedinačno, pravna statusa zaštićena kulturnog dobra.

## Vanjske poveznice
|  | Zajednički poslužitelj ima još gradiva o temi Crkva Krista Kralja u Selcima |